# Фанк, Терри
Терренс Фанк (англ. Terrence Funk, 30 июня 1944, Хаммонд, Индиана — 23 августа 2023, Финикс) — американский рестлер и актёр.
Фанк известен продолжительностью своей карьеры, которая длилась более 50 лет и включала несколько кратковременных уходов на пенсию, а также стилем хардкор-рестлинга, который он использовал в заключительной части своей карьеры.
На протяжении своей карьеры Фанк выступал в различных крупных промоушенах, среди которых All Japan Pro Wrestling, Extreme Championship Wrestling, International Wrestling Association of Japan, Frontier Martial-Arts Wrestling, United States Wrestling Association, World Championship Wrestling, World Wrestling Federation и многочисленные территории National Wrestling Alliance. Он был промоутером спортивного промоушена Western States Sports, расположенного в Амарилло, Техас.
Фанк владел такими титулами, как чемпионство мира в тяжёлом весе ECW, чемпионство мира в тяжелом весе NWA, объединённое чемпионство мира в тяжёлом весе USWA, командное чемпионство мира WWF и телевизионное чемпионство ECW.
Фанк был введён в многочисленные залы славы: WWE, рестлинга, WCW, NWA, WON и другие.

## Карьера в реслинге

### NWA Western States Wrestling (1965—1979)
Фанк начал свою карьеру в 1965 году, работая в промоушене Western States Sports своего отца Дори Фанка в Амарилло, Техас. Его дебютный матч состоялся 9 декабря против Спутника Монро. Он и его брат, Дори Фанк-младший, быстро поднялись по карьерной лестнице, выступая в команде и в одиночных матчах против таких знаменитостей, как Эрни Лэдд и Хэнк Джеймс. К концу десятилетия они стали рестлерами высокого уровня.

### NWA Championship Wrestling from Florida (1970—1982)
В 1975 году Терри победил Джека Бриско в борьбе за титул чемпиона мира NWA в тяжелом весе в Майами, когда Дори не явился на титульный матч. Он начал четырнадцатимесячное чемпионство, защищая его против Джека Бриско, Дасти Роудса, Карлоса Роча, Гиганта Бабы и Пэта О`Коннора. Помимо Северной Америки, он защищал пояс в Австралии, Японии и Сингапуре. Историческое чемпионство закончилось в Торонто, когда он был побежден «Красавчиком» Харли Рейсом, который ранее победил Дори-младшего за титул чемпиона мира NWA в тяжелом весе, а затем проиграл его Джеку Бриско. Рэйс поднял Фанка для удара голенью, а затем поймал его в «индийский смертельный захват ног». Когда Фанк не смог ответить рефери Фреду Аткинсу, матч был остановлен.

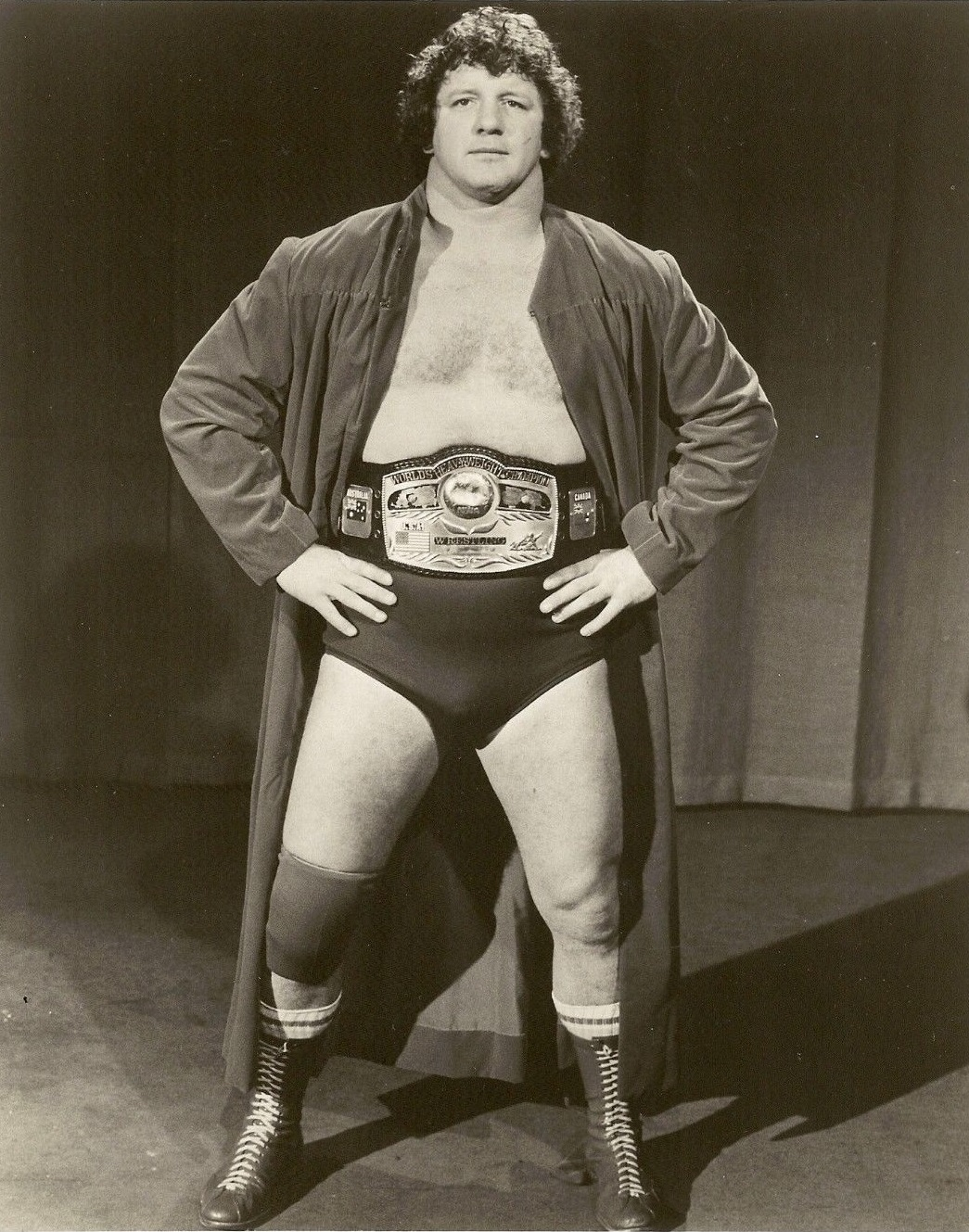
Фанк — бывший чемпион мира в тяжелом весе NWA

В 1981 году Терри провел некоторое время в Continental Wrestling Association, враждуя с Джерри Лоулером. Самый запоминающийся матч в этой вражде произошел в апреле 1981 года в Mid South Coliseum в Мемфисе, Теннесси. Матч проходил на пустой арене, где присутствовали только Лэнс Рассел, оператор и фотограф. Фанк вызвал Лоулера на этот матч, так как считал, что с ним несправедливо обращаются в Мемфисе. Противостояние длилось всего несколько минут и закончилось тем, что Фанк попытался выколоть Лоулеру глаз сломанным бруском. Но Лоулер ударил Фанка ногой по локтю, в результате чего тот попал себе в глаз. Запись вышла в эфир 25 апреля 1981 года.

### All Japan Pro Wrestling (1972—1991)
Терри и Дори-младший также сделали себе имя в Японии. Терри стал звездой в глазах японских фанатов благодаря своей манере поведения, иногда красочным нарядам и умению драться. В Японии Фанки были хилами, пока не столкнулись в Токио с Шейхом и Абдуллой Мясником. Позже они встречались со Стэном Хэнсеном, Брюзером Броуди и Гигантом Бабой в запоминающихся поединках.

### World Wrestling Federation (1985—1986)
Терри Фанк дебютировал в World Wrestling Federation (WWF) в 1985 году после недолгого пребывания в AWA. В своем дебюте на шоу Championship Wrestling он не только победил Альдо Марино, но и избил ринг-анонсера Мела Филлипса. Фанк напал на Филлипса после того, как Филлипс надел ковбойскую шляпу Фанка. У Фанка также была своя особенность: он носил с собой на ринг утюг для клеймения и использовал его, чтобы «клеймить» своих поверженных противников. Нападение на Филлипса привело к вражде с Помойным псом. В середине 1980-х годов Фанк объединился с Дори (называвшим себя Хосс Фанк) и Джимми Джеком Фанком, сюжетным братом. Их менеджером был Джимми Харт. В то время у него было острое соперничество с Помойным псом, которое привело к матчу между Терри Фанком и Хоссом Фанком и командой Тито Сантаны и Помойного пса на WrestleMania 2. Терри также провел серию матчей за титул чемпиона WWF против Халка Хогана.

### World Championship Wrestling (1989—1990, 1994)
Фанк присоединился к World Championship Wrestling в 1989 году и стал частью J-Tex Corporation. Он начал враждовать с Риком Флэром, который победил Рики Стимбота на WrestleWar в борьбе за титул чемпиона мира NWA в тяжелом весе. Фанк, который был одним из трех судей на главном событии, вызвал Флэра на матч за титул. Флэр отказался, заявив, что Фанк «проводит время в Голливуде» вместо того, чтобы сосредоточиться на рестлинге. Тогда Фанк напал на Флэра, повалив его на стол у ринга. Это вывело чемпиона Флэра из строя до Great American Bash, где он встретился с Фанком. Флэр выиграл матч, но вскоре после этого был атакован Гэри Хартом и Великим Мутой. Стинг пришел на помощь Флэру, и в конце шоу они подрались с Фанком и Мутой. Фанк получил травму, но вернулся, чтобы продолжить вражду с Риком Флэром. Затем они провели матч «I Quit» на Clash of the Champions IX, который Фанк проиграл. Этот матч получил оценку 5 звезд от Дэйва Мельтцера. Примечательный момент вражды произошел, когда Фанк использовал настоящий пластиковый пакет для покупок, чтобы задушить Флэра. После проигрыша в матче Clash of Champions против Флэра, он пожал руку Флэру и был атакован группировкой Гэри Харта. Вскоре после этого он стал комментатором и ведущим своего собственного сегмента Funk’s Grill, где одетый в смокинг Фанк дружелюбно брал интервью у главных звезд WCW, как фейсов, так и хилов. Это продолжалось недолго, и вскоре он ушел в USWA.
В 1994 году Фанк вновь появился в WCW и сразился с Талли Бланшаром до двойной дисквалификации на Slamboree 1994, а позже тем же вечером он стал членом группировку Stud Stable полковника Роберта Паркера. Вместе с Банхаусом Баком, Арном Андерсоном и Менгом, группировка направила свои усилия на Дасти и Дастина Роудса, а также на «Мерзких парней», кульминацией чего стал матч WarGames на Fall Brawl.

### IWA Japan и турнир «Король матчей смерти» (1994—1995)
В 1994 году Терри Фанк присоединился к зарождающемуся японскому рестлинг-промоушену International Wrestling Association of Japan (IWA Japan). Фанк стал участником самого известного события IWA — турнира «Король матчей смерти», который состоялся 20 августа 1995 года в Кавасаки. Сначала Фанк победил Кожаное лицо и Тигра Джит Сингха в матчах экстремального стиля, в которых использовалась колючая проволока, доски, стекло и цепи, а затем вышел в финал турнира. В финале Фанк был побежден своим протеже Кактусом Джеком, позже известного американской публике как Мик Фоли, в смертельном поединке без канатов с использованием колючей проволоки и взрывающегося ринга. Терри также участвовал в нескольких других матчах смерти в течение 1995 года.

### NWA Eastern/Extreme Championship Wrestling (1993—1997)
Позднее в карьере Фанка его стиль изменился: от традиционных матчей в южном стиле реслинга к более жестокому стилю хардкор-рестлинга. В 1993 году, после специального выступления против Бланшара на шоу Slamboree в рамках World Championship Wrestling, Фанк пообещал помочь зарождающемуся Eastern Championship Wrestling (позже переименованному в Extreme Championship Wrestling или ECW), предоставив ему свои услуги и известность. 16 июля Терри и Дори Фанк проиграли матч с колючей проволокой против «Врагов народа». В первые дни существования ECW Фанк регулярно участвовал в матчах, а также выступал в Японии. Он много враждовал и участвовал в программах с такими рестлерами, как Кактус Джек, Шейн Даглас, Сэндмен, Сабу и протеже самого Терри, Томми Дримера.
Фанк еще более возвысил ECW, став хедлайнером их первого pay-per-view Barely Legal 13 апреля 1997 года, выиграв титул чемпиона мира ECW в тяжелом весе у Ворона. Ранее в тот вечер он победил Сэндмена и Стиви Ричардса в матче «Тройная угроза», тем самым заслужив матч с Вороном. Фанк успешно защитил титул в матчах на турнирах Chapter 2, The Buffalo Invasion, Wrestlepalooza и Heat Wave. В конце концов, он был побежден Сабу в матче с колючей проволокой на шоу Born to be Wired в августе 1997 года, в котором канаты ринга были сняты и заменены колючей проволокой. В конце матча обоих бойцов пришлось вырезать из проволоки. У Сабу колючая проволока заметно порвала бицепс — в результате рану заклеили пластырем, и матч продолжился.
В сентябре 1997 года в родном городе Фанка, Амарилло, было проведено шоу. Оно называлось "Terry Funk’s WrestleFest и было одновременно его собственным шоу и празднованием карьеры Терри, его отца и брата. Терри проиграл тогдашнему чемпиону WWF Брету Харту в главном событии, в матче без титула. Однако перед матчем владелец ECW Пол Хейман вручил Терри пояс, оплаченный за счет сбора средств, собранных рестлерами из ростера ECW, и объявил его пожизненным чемпионом мира ECW в тяжелом весе.

### Возвращение в WWF (1997—1998)
Пенсия Фанка продлилась всего 11 дней, прежде чем он вернулся на ринг. После выступлений в Японии в составе Frontier Martial-Arts Wrestling и на независимых рингах США (наиболее примечателен поединок с Риком Рэтчетом, который привлек внимание многих фанатов на восточном побережье), Фанк вернулся в World Wrestling Federation. Фанк вернулся в WWF 29 декабря 1997 года в эпизоде Raw под маской и именем Бензопила Чарли (хотя его истинное лицо вскоре было признано комментаторами) в команде с Миком Фоли, который выступал в образе Кактуса Джека. Чарли и Джек начали враждовать с «Изгоями нового века», где они были побеждены ими 26 января 1998 года на эпизоде Raw по дисквалификации.
На следующей неделе на Raw Чарли и Джек провели матч друг против друга, который закончился безрезультатно после того, как «Изгои нового века» напали на обоих, поместив их в мусорный контейнер, а затем столкнули его со сцены. На шоу No Way Out of Texas: In Your House Чарли и Джек объединились со Стивом Остином и Оуэном Хартом, победив команду из Трипла Эйч, Савио Веги и «Изгоев нового века». На WrestleMania XIV Чарли и Джек победили «Изгоев» в матче с мусорными контейнерами и завоевали титул командных чемпионов WWF. На следующий вечер, 30 марта, в эпизоде Raw Чарли и Джек проиграли титулы «Изгоям» в матче в стальной клетке.
На эпизоде Raw от 13 апреля Фанк начал выступать под настоящим именем и сформировал команду с 2 Колд Скорпио. Команда просуществовала недолго. В эпизоде Raw от 4 мая Фанк был побежден Миком Фоли в матче с удержаниями где угородно. В эпизоде Raw от 1 июня Фанк был побежден Марком Генри в отборочном матче на «Короля ринга». Затем Фанк создал команду с Джастином Брэдшоу, победив Too Much на эпизоде Shotgun Saturday Night 25 июля. На шоу Fully Loaded: In Your House Фанк и Брэдшоу были побеждены Фааруком и Скорпио, причем Брэдшоу напал на Фанка после матча. Это был последний матч Фанка в WWF, так как он снова ушел из рестлинга.

### Возвращение в ECW (1998—1999)
На ECW November to Remember Фанк, как считалось, был таинственным партнером Томми Дримера в матче против Джастина Кредибла и Джека Виктори. Однако таинственным партнером оказался Джейк Робертс. Разъяренный Фанк нападал на Дримера при каждом удобном случае в конце 1998 и начале 1999 года. Однако Фанк заболел, не успев провести матч, и Фанк снова «ушел на пенсию» в середине 1999 года.

### Возвращение в World Championship Wrestling (2000—2001)
Фанк выступал в WCW в 2000 и 2001 годах, трижды выиграв титул хардкорного чемпиона WCW (что является рекордом компании) и второй раз титул чемпиона Соединённых Штатов WCW в тяжёлом весе. Одно время он также был распорядителем WCW и лидером группировки «Изгои старого века» (Фанк, Арн Андерсон, Ларри Збышко и Пол Орндорфф), которая враждовала с nWo.

### Независимая сцена (2000—2006)
С 2002 по 2004 год Фанк регулярно выступал в Ring of Honor и Major League Wrestling. Фанк провел несколько боев с такими рестлерами, как Си Эм Панк, Стив Корино, СW Андерсон, Джастин Кредибл и Саймон Даймонд в специализированных матчах, таких как «Смертельный матч c канатами из колючей проволоки» и матч WarGames. На последнем до 2017 года шоу MLW Фанк был атакован своим бывшим менеджером Гэри Хартом и его синдикатом. 18 февраля 2004 года Фанк выступил в TNA, где он и Ворон победили команду Хулио Динеро и Си Эм Панка. В 2005 году Фанк получил предложение от World Wrestling Entertainment выступить на шоу воссоединения ECW One Night Stand, но отказался от него в пользу работы на ностальгическом шоу ECW Hardcore Homecoming, которое проводил Шейн Даглас. На Hardcore Homecoming Фанк проиграл Сабу в трехстороннем матче с колючей проволокой.

### Возвращения в WWE (2006, 2009, 2013, 2016)

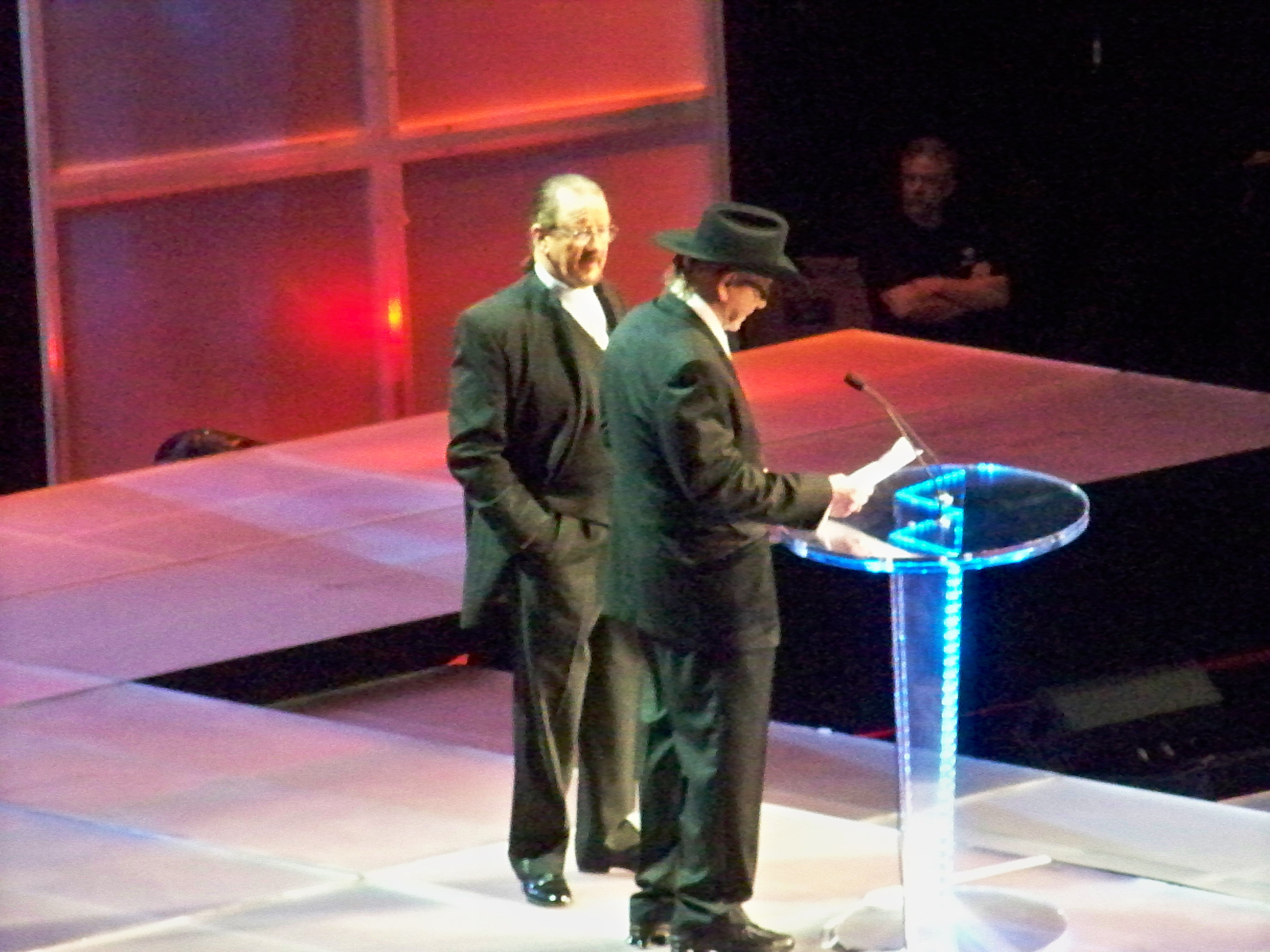
Терри (слева) и его брат Дори Фанк были введены в Зал славы WWE в 2009 году

Фанк совершил краткое возвращение в WWE в 2006 году, когда он появился на эпизоде Raw от 15 мая, противостоя Мику Фоли из-за нападения на Томми Дримера на предыдущем эпизоде Raw. На ECW One Night Stand 2006 года Фанк в команде с Дримером и Бьюлой Макгилликатти проиграл Фоли, Эджу и Лите. В середине матча Фоли ранил левый глаз Фанка колючей проволокой, и Фанк был уведен за кулисы. Позже он вернулся на матч (с окровавленной тканью на глазу), чтобы ударить Фоли горящим бруском, обмотанным колючей проволокой.
В 2009 году Фанк вместе со своим братом Дори был введен в Зал славы WWE своим давним другом Дасти Роудсом. В 2013 году Фанк ввел в Зал славы WWE Мика Фоли. Фанк появился в эпизоде Raw от 21 марта 2016 года, давая Дину Эмброузу напутствие на его матч с Броком Леснаром на WrestleMania 32. В конце сегмента Фанк подарил Эмброузу бензопилу, ссылаясь на свой прежний образ — Бензопила Чарли.

### Независимая сцена (2006—2017)
После одноразового выступления на ECW One Night Stand, который был организован WWE, Фанк вернулся на независимую сцену и выступал в США и Японии до 2017 года.

## Личная жизнь
Фанк женился на Вики Энн 14 августа 1965 года. У них родились две дочери, Стейси и Брэнди. В течение многих лет Терри и Вики владели ранчо в Каньоне, Техас, которое позже продали. Вики умерла 29 марта 2019 года, что подтвердил Тед Дибиаси в Твиттере. В документальном фильме Beyond the Mat врач говорит Фанку, что ему необходима замена коленного сустава. Спустя годы ему сделали операцию.
Фанк был близким другом игрока НФЛ Джона Эйерса. Фанк также близко дружил с Сильвестром Сталлоне. 12 сентября 2016 года Фанк перенес операцию по поводу паховой грыжи и должен был отдыхать и лежать в постели пару недель, но предпочел посещать шоу Томми Дримера House of Hardcore.
В июне 2021 года Дон Мурако сообщил, что у Фанка диагностирована деменция и он живет в доме престарелых.
Терри Фанк скончался 23 августа 2023 года на 80-м году жизни.

## Титулы и достижения
- All Japan Pro Wrestling
  - Лига сильнейших команд мира (1977, 1979, 1982) — с Дори Фанком
- Cauliflower Alley Club
  - Премия имени Железного Майка Мазурки (2005)
- Championship Wrestling from Florida
  - NWA Florida Heavyweight Championship (1 раз)
  - NWA Florida Tag Team Championship (1 раз) — с Дори Фанком
  - NWA Florida Television Championship (1 раз)
  - NWA North American Tag Team Championship (Florida version) (1 раз) — с Дори Фанком
  - NWA Southern Heavyweight Championship (Florida version) (2 раза)
  - Чемпион мира в тяжёлом весе NWA (1 раз)
- Extreme Championship Wrestling
  - ECW Television Championship (1 раз)
  - Чемпион мира ECW в тяжёлом весе (2 раза)
  - Hardcore Hall of Fame (2005)
- George Tragos/Lou Thesz Professional Wrestling Hall of Fame
  - Введён в 2010-м
- Georgia Championship Wrestling
  - NWA Georgia Tag Team Championship (1 раз) — с Дори Фанком
  - NWA Georgia Television Championship (1 раз)
- International Wrestling Association of Japan
  - IWA World Heavyweight Championship (2 раза)
- Juggalo Championship Wrestling
  - JCW Heavyweight Championship (1 раз)
- Mid-Atlantic Championship Wrestling / World Championship Wrestling
  - Хардкорный чемпион WCW (2 раза)
  - Чемпион Соединённых Штатов NWA (Mid-Atlantic)/WCW в тяжёлом весе (2 раза)
  - Член Зала славы WCW (с 1995-го)
- NWA Hollywood Wrestling
  - NWA Americas Heavyweight Championship (1 раз)
  - NWA International Tag Team Championship (3 раза) — c Дори Фанком
  - NWA World Tag Team Championship (Los Angeles version) (Los Angeles version) (1 раз) — c Дори Фанком
- NWA Western States Sports
  - NWA Brass Knuckles Championship (Amarillo version) (2 раза)
  - NWA International Tag Team Championship (2 раза) — c Дори Фанком
  - NWA Western States Heavyweight Championship (7 раз)
  - NWA Western States Tag Team Championship (2 раза) — c Рикки Ромеро
  - NWA World Tag Team Championship (Texas version) (2 раза) — c Дори Фанком
- Pro-Pain Pro Wrestling
  - 3PW World Heavyweight Championship (1 раз)
- Pro Wrestling Illustrated
  - Вражда года (1989) против Рика Флэра
  - Самый популярный рестлер года (1997)
  - Рестлер года (1976)
  - Премия Стэнли Уэстона (2021)
  - PWI ставит его под № 22 в списке 500 лучших рестлеров 2003 года
- Зал славы и музей рестлинга
  - Введён в 2004-м
- Southwest Championship Wrestling
  - SCW Southwest Heavyweight Championship (1 раз)
  - SCW World Tag Team Championship (1 раз) — c Дори Фанком
- St. Louis Wrestling Club
  - NWA Missouri Heavyweight Championship (1 раз)
- Stampede Wrestling
  - Член Зала Славы SW
- United States Wrestling Association
  - USWA Unified World Heavyweight Championship (1 раз)
- World Wrestling Federation / World Wrestling Entertainment
  - Командный чемпион WWF (1 раз) — с Кактусом Джэком
  - Член Зала славы WWE (с 2009 года)
- National Wrestling Alliance
  - Член Зала Славы NWA (с 2009 года)
- Wrestling Observer Newsletter
  - 5-звёздочный матч (1984) — с Дори Фанком против Bruiser Brody и Stan Hansen 8-го декабря
  - 5-звёздочный матч (1989) — против Рика Флэра 15-го ноября
  - Лучший скандалист (1989)
  - Лучший хил (1989)
  - Лучшее интервью (1989)
  - Вражда года (1989) — против Рика Флэра
  - Член Зала славы Wrestling Observer Newsletter (с 1996 года)

## Фильмография
| Year | Title                           | Role             | Notes                    |
| ---- | ------------------------------- | ---------------- | ------------------------ |
| 1978 | Адская кухня                    | Фрэнки           | Также постановщик трюков |
| 1987 | Изо всех сил                    | Рукер            |                          |
| 1987 | Путешественники во времени      | Бородатый ковбой |                          |
| 1989 | Дом у дороги                    | Морган           |                          |
| 1998 | Мам, можно она останется у нас? | Джангл Эд        |                          |
| 1999 | Рейд возмездия                  | Морган           |                          |
| 2004 | В лучах славы                   | Фанат            | В титрах не указан       |
| 2005 | Симулянт                        | Фрэнки           |                          |